# Marie-Claude Beaudeau
Marie-Claude Beaudeau, née le 30 octobre 1937, est une femme politique française, membre du Parti communiste français. Elle est sénatrice du Val-d'Oise de 1979 à 2004.

## Biographie
Marie-Claude Beaudeau devient sénatrice du Val-d'Oise le 12 juin 1979, en remplacement de Fernand Chatelain décédé.
Elle est élue le 28 septembre 1986 et réélue le 24 septembre 1995. Elle termine son mandat le 30 septembre 2004.
Elle fait partie du groupe communiste, républicain et citoyen.

## Détail des fonctions et des mandats
Mandats locaux
- Conseillère municipale de Sarcelles
- Conseillère générale du Val-d'Oise, canton de Sarcelles-Nord-Est (1977-1992)

Mandats parlementaires
- 12 juin 1979 - 28 septembre 1986 : Sénatrice du Val-d'Oise
- 28 septembre 1986 - 24 septembre 1995 : Sénatrice du Val-d'Oise
- 24 septembre 1995 - 30 septembre 2004 : Sénatrice du Val-d'Oise